# لویزون بوبه
لویزون بوبه (تلفظ می‌شود [lwi.zɔ̃ bɔ.be]؛ ۱۲ مارس ۱۹۲۵ – ۱۳ مارس ۱۹۸۳) رکابزن حرفه‌ای فرانسوی بود که در رشتهٔ دوچرخه‌سواری جاده فعالیت می‌کرد. او توانست سه دورهٔ پیاپی در سال‌های ۱۹۵۳ تا ۱۹۵۵ برندهٔ تور دو فرانس شود. همچنین برندهٔ میلان–سانرمو (۱۹۵۱)، تور دوچرخه‌سواری لمباردی (۱۹۵۱)، کریتریوم اینترناسیونال (۱۹۵۱ و ۱۹۵۲)، تور دوچرخه‌سواری پاریس–نیس (۱۹۵۲)، Grand Prix des Nations (۱۹۵۲)، مسابقات قهرمانی جاده جهان (۱۹۵۴)، تور دوچرخه‌سواری فلاندر (۱۹۵۵)، کریتریوم دوفینه لیبره (۱۹۵۵)، Tour de Luxembourg (۱۹۵۵)، تور دوچرخه‌سواری پاریس–روبه (۱۹۵۶) و Bordeaux–Paris (۱۹۵۹) شد.

## آغاز زندگی
لوئی بوبه در رو دو مونفور در نزدیکی رن زاده شد. پدرش نانوا بود و در ۲ سالگی دوچرخه‌ای به بوبه داد که شش ماه بعد توانست ۶ کیلومتر با آن رکاب بزند. نام پدر بوبه نیز لوئی بود؛ از این رو او را لویزون نامیدند تا با نام پدرش اشتباه نشود. او را تا مدت‌ها با نام لوئی می‌شناختند، تا این که نام لویزون محبوب شد.
خواهرش تنیس روی میز و برادرش فوتبال بازی می‌کردند. او نیز در این دو رشته فعالیت کرد و قهرمان تنیس روی میز برتانی شد. عمویش ریمون که رئیس باشگاه دوچرخه‌سواری در پاریس بود، او را تشویق کرد که روی دوچرخه‌سواری تمرکز کند.
بوبه در ۱۳ سالگی در نخستین مسابقهٔ خود شرکت کرد و دوم شد. او در مسابقات محلی شرکت کرد و چهار پیروزی در سال ۱۹۴۱ به دست آورد. گفته می‌شود که در جنگ جهانی دوم، بوبه پیام‌هایی را برای مقاومت فرانسه منتقل می‌کرده‌است. او پس از پیاده‌شدن نیروهای آمریکایی در نرماندی وارد ارتش شد و در شرق فرانسه خدمت کرد. بوبه در دسامبر ۱۹۴۵ از خدمت مرخص شد.

## فعالیت حرفه‌ای

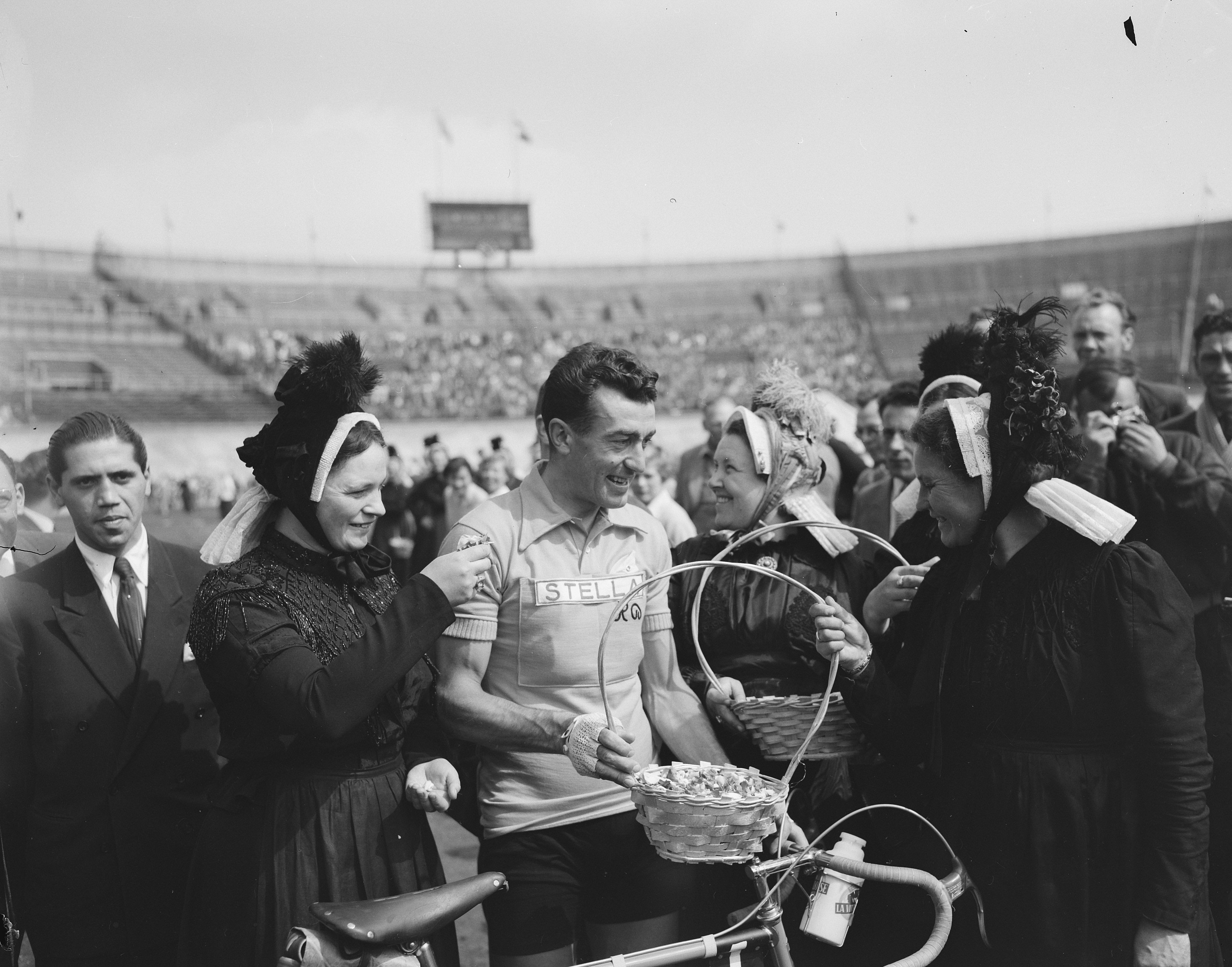
لویزون بوبه

بوبه پس از پایان خدمت خود درخواست پروانه دوچرخه‌سواری کرد و اشتباهاً پروانه نیمه حرفه‌ای برای او صادر شد. بنابراین می‌توانست هم با حرفه‌ای‌ها و هم با آماتورها مسابقه دهد. او در مسابقه قهرمانی برتانی دوم شد و به مسابقه قهرمانی کشور در پاریس راه یافت. در آن مسابقه، بوبه از گروه اصلی جدا شد و دو نفری که فرار کرده‌بودند را پشت سر گذاشت تا قهرمان کشور شود. سپس حرفه‌ای شد و به تیم استلا در نانت پیوست.

### سال‌های نخست (۱۹۴۷ تا ۱۹۵۲)
دو رکابزن استلا از جمله بوبه در مسابقهٔ بوکله دلا سن در پاریس شرکت کردند. بوبه در آن مسابقه به‌تنهایی و با برتری شش دقیقه‌ای پیروز شد و دعوت شد در تور دو فرانس رکاب بزند. سختی غیرمنتظرهٔ مسابقه، او را وادار کرد که در مرحلهٔ نهم کناره‌گیری کند. در بخش‌های سخت مسیر، بوبه می‌گریست و دستمایهٔ تمسخر رکابزنان دیگر شده‌بود.
در تور دو فرانس ۱۹۴۸، بوبه رهبری مسابقه را در مرحلهٔ سوم به دست آورد، آن را در روز بعد از دست داد و دوباره با پیروزی در مرحلهٔ ششم آن را بازپس‌گرفت. پیش از ورود به آلپ، بوبه برتری ۲۰ دقیقه‌ای بر جینو بارتالی داشت. در همان زمان بحران سیاسی در ایتالیا در آستانهٔ فروپاشی دولت و ایجاد هرج و مرج در ایتالیا بود. نخست‌وزیر از بارتالی درخواست کرد با قهرمانی در تور، ذهن ایتالیایی‌ها را از بحران منحرف کند. بارتالی در سه مرحلهٔ پیاپی برنده شد و قهرمانی تور را با برتری ۱۴ دقیقه‌ای به دست آورد. بوبه نیز با ۳۲ دقیقه اختلاف در رتبهٔ چهارم جای گرفت. البته او توانست با جایزه‌هایی که بابت پیروزی در دو مرحله و به تن داشتن پیراهن طلایی برای چند روز به دست آورده‌بود، به پاریس نقل مکان کند و مغازهٔ پارچه‌فروشی برای همسرش بخرد.
بوبه نتوانست تور ۱۹۴۹ را به پایان برساند و در نخستین مرحلهٔ کوهستانی به همراه چهار عضو دیگر تیم ملی عقب افتاد. در سال ۱۹۵۰ برندهٔ مسابقات قهرمانی کشور در مونلری شد. در تور نیز در تیم ملی و در کنار رافائل ژمینیانی رکاب زد. دوستی مستحکمی میان این دو نفر شکل گرفت و علی‌رغم بحث‌های مکرر، پابرجا ماند. ژمینیانی لقب زونزون را برای بوبه ایجاد کرد و بوبه با وجود تنفر از این لقب، آن را تحمل کرد. ژمینیانی اعتماد به نفسی داشت که بوبه از آن بی‌بهره بود.
در اوایل مسابقه، بوبه و ژمینیانی دوم و سوم بودند و امید داشتند از غیبت فائوستو کوپی بهره‌مند شوند؛ ولی رقیب تازه‌ای به نام فردیناند کوبلر در برابر آنان قرار گرفت که شکست‌ناپذیر بود. بوبه توانست بر سکوی سوم بایستد و برندهٔ رده‌بندی کوهستان شود.
بوبه در تور ۱۹۵۱ با پیراهن قهرمان کشور رکاب زد؛ ولی در یکی از مسیرهای کوهستانی زمین‌خورد. برخی از هم‌تیمی‌ها به کمک او شتافتند؛ ولی پس از آن مرحله، مربی تیم از او صرف نظر کرد تا روی ژمینیانی که جایگاه بهتری داست، تمرکز کند. بوبه تور را با رتبهٔ ۲۰ به پایان رساند و در یک مرحله برنده شد.

### قهرمانی‌های پیاپی در تور (۱۹۵۳ تا ۱۹۵۵)
بوبه در تور ۱۹۵۲ شرکت نکرد و در سال ۱۹۵۳ دوباره به تور بازگشت. برتری او هنگامی که آشکار شد که در یک مرحلهٔ کوهستانی، گروه اصلی را پشت سر گذاشت و در راه‌هایی که هنوز پر دست‌انداز و آکنده از سنگ بود، به‌تنهایی از گردنهٔ ایزور بالا رفت. در مرحلهٔ ۱۸ هم‌تیمی بوبه به نام آدولف دلدا به همراه دو رکابزن دیگر فرار کرد. پس از آن، هنگامی که خسوس لورونو فرار کرد، بوبه به دنبال او رفت و گروه اصلی را پشت سر گذاشت و سپس در سرپایینی لورونو را جا گذاشت. دلدا که از فرار بوبه مطلع شده‌بود، منتظر او شد و به همراه یکدیگر توانستند در مسیر ۲۰ کیلومتری پیش از سربالایی ایزور، دو رکابزنی که همراه دلدا فرار کرده‌بودند را پشت سر گذارند. سپس بوبه سربالایی را با سرعت طی کرد و در بریانسون با اختلاف بیش از ۵ دقیقه جلوتر از نفر دوم از خط پایان گذشت تا پیراهن طلایی را به دست آورد. او در تایم تریل انفرادی مرحلهٔ بیستم برتری خود را افزایش داد و نخستین قهرمانی در تور دو فرانس را به دست آورد. در پاریس، موریس گارین که برندهٔ نخستین دورهٔ تور در سال ۱۹۰۳ شده‌بود، به او خوشامد گفت. البته در این تور، بسیاری از ستارگان آن دوره در رقابت نبودند. فردیناند کوبلر و فائوستو کوپی (که در بالای ایزور، گذر بوبه را تماشا می‌کرد) در تور شرکت نکردند. هوگو کوبلت پس از یک تصادف، کناره‌گیری کرد. جینو بارتالی نیز بیش از حد پیر بود.
در تور دو فرانس ۱۹۵۴ وضعیت متفاوت بود. ایتالیایی‌ها حضور نداشتند، ولی بلژیک تیم قدرتمندی را به تور فرستاد. در مرحلهٔ چهارم بوبه رهبر مسابقه شد، ولی آن را در مرحلهٔ هشتم از دست داد. در نهایت دوباره در ایزور آن را به دست آورد. پیروزی در تایم تریل، برتری او را تثبیت کرد و با فاصلهٔ ۱۵ دقیقه‌ای با کوبلر به پاریس رسید. پس از آن در مسابقات قهرمانی جهان در آلمان، قهرمان شد. بوبه استلا را پس از هشت سال ترک کرد تا به تیم مرسیه بپیوندد.
بوبه توانست در سال ۱۹۵۵ سه‌گانهٔ پیروزی‌های متوالی در تور را کامل کند. همچنین برندهٔ تور فلاندر و کریتریوم دوفینه لیبره شد. در تور، قوی‌ترین رکابزن فرانسوی آنتونن رولان بود و مربی از تیم خواست برای او رکاب بزنند. با جلو رفتن مسابقه، رولان در پیرنه ضعیف شد. بوبه برندهٔ تور شد، ولی دچار جوش زینی شد که نیاز به جراحی داشت. بافت مرده درون اندام‌های حیاتی باید به ضخامت چند میلی‌متر زدوده می‌شد. بوبه اعتقاد داشت تحمل درد در تور، او را به رکابزنی کوچکتر در بقیهٔ عمرش تبدیل می‌کند.
هنگامی که بوبه وادار شد از رکابزنی دست بکشد، خلبانی هواپیما را فرا گرفت.
تور دو فرانس ۱۹۵۸ آخرین توری بود که بوبه به پایان رساند. علی‌رغم توصیهٔ رسمی پزشکش تصمیم گرفت در تور شرکت کند و درد بسیاری را تحمل کرد و در نهایت، هفتم شد.

## بازنشستگی و مرگ

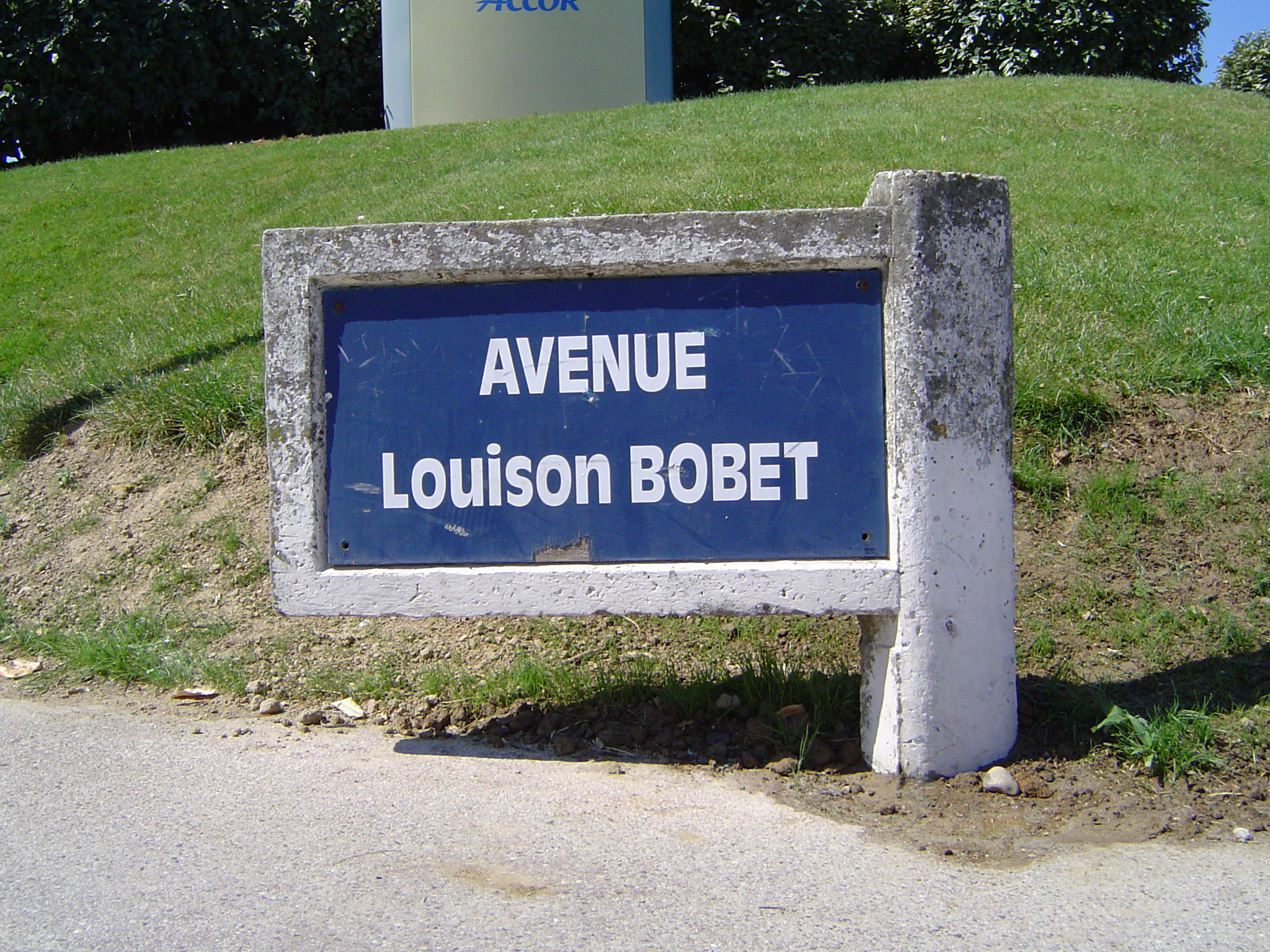
جاده نامگذاری شده به نام بوبه

هنگامی که در پاییز ۱۹۶۰ خودروی حامل بوبه و برادرش در بیرون پاریس تصادف کرد، دوران حرفه‌ای او به پایان رسید. پس از بازنشستگی، به فعالیت‌های تجاری مختلف از جمله لباس‌فروشی پرداخت. ولی شناخته‌شده‌ترین فعالیت او توسعهٔ درمان با آب دریا بود. خودش پس از تصادف خودرو از این روش برای درمان بهره برده‌بود. او مرکز لویزون بوبه را در ساحل کیبرون افتتاح کرد.
بوبه مبتلا به سرطان شد و یک روز پس از زادروز ۵۸ سالگی خود درگذشت. احتمال وجود سرطان در زمان جراحی جوش‌های زینی داده شده‌بود. بوبه در آرامگاه سن-من-لو-گراند دفن شد و موزه‌ای به یاد او در همان شهر وجود دارد.

## نتایج در گرند تورها
|                 | ۱۹۴۷     | ۱۹۴۸    | ۱۹۴۹      | ۱۹۵۰    | ۱۹۵۱    | ۱۹۵۲    | ۱۹۵۳    | ۱۹۵۴    | ۱۹۵۵    | ۱۹۵۶    | ۱۹۵۷    | ۱۹۵۸    | ۱۹۵۹      |
| جیرو دیتالیا    | نرفت     | نرفت    | نرفت      | نرفت    | ۷       | نرفت    | ناتمام  | نرفت    | نرفت    | نرفت    | ۲       | ناتمام  | نرفت      |
| پیروزی در مراحل | —        | —       | —         | —       | ۰       | —       | ۰       | —       | —       | —       | ۱       | ۰       | —         |
| رده‌بندی کوهستان | —        | —       | —         | —       | ۱       | —       | بی‌رتبه  | —       | —       | —       | ۳       | بی‌رتبه  | —         |
| رده‌بندی امتیازی | ناموجود  | ناموجود | ناموجود   | ناموجود | ناموجود | ناموجود | ناموجود | ناموجود | ناموجود | ناموجود | ناموجود | ناموجود | ناموجود   |
| تور دو فرانس    | ناتمام-۹ | ۴       | ناتمام-۱۰ | ۳       | ۲۰      | نرفت    | ۱       | ۱       | ۱       | نرفت    | نرفت    | ۷       | ناتمام-۱۸ |
| پیروزی در مراحل | ۰        | ۲       | ۰         | ۱       | ۱       | —       | ۲       | ۳       | ۲       | —       | —       | ۰       | ۰         |
| رده‌بندی کوهستان | بی‌رتبه   | ۶       | بی‌رتبه    | ۱       | بی‌رتبه  | —       | ۲       | بی‌رتبه  | ۲       | —       | —       | ۱۲      | بی‌رتبه    |
| رده‌بندی امتیازی | ناموجود  | ناموجود | ناموجود   | ناموجود | ناموجود | ناموجود | ۷       | ۴       | ۱۴      | —       | —       | ۱۹      | بی‌رتبه    |
| ووئلتا اسپانیا  | نرفت     | نرفت    | ناموجود   | نرفت    | ناموجود | ناموجود | ناموجود | نرفت    | نرفت    | ناتمام  | نرفت    | نرفت    | نرفت      |
| پیروزی در مراحل | —        | —       | ناموجود   | —       | ناموجود | ناموجود | ناموجود | —       | —       | ۰       | —       | —       | —         |
| رده‌بندی کوهستان | ناموجود  | ناموجود | ناموجود   | ناموجود | ناموجود | ناموجود | ناموجود | ناموجود | ناموجود | ناموجود | ناموجود | ناموجود | ناموجود   |
| رده‌بندی امتیازی | ناموجود  | ناموجود | ناموجود   | ناموجود | ناموجود | ناموجود | ناموجود | ناموجود | ناموجود | ناموجود | ناموجود | ناموجود | ناموجود   |

| ۱        | برنده                               |
| ۲–۳      | سه نفر اول                          |
| ۴–۱۰     | ده نفر اول                          |
| ۱۱–      | گذر از خط پایان                     |
| نرفت     | در مسابقه شرکت نکرد                 |
| ناتمام-x | به پایان نرساند (انصراف در مرحله x) |
| DNS-x    | آغاز نکرد (عدم شرکت در مرحله x)     |
| اخراج    | اخراج شد                            |
| ناموجود  | مسابقه/رده‌بندی انجام نشد            |
| بی‌رتبه   | در رده‌بندی گنجانده نشد              |